# Rumonge (kommun)
Rumonge är en kommun i Burundi. Den ligger i provinsen med samma namn, i den sydvästra delen av landet, 70 kilometer söder om Burundis största stad Bujumbura.